# DMMかりゆし水族館
DMMかりゆし水族館 （ディーエムエムかりゆしすいぞくかん）は、沖縄県豊見城市豊崎にある水族館。
2020年5月25日に開業した。運営会社は合同会社DMM.com。「水族館を超えた水族館」をコンセプトに多様な生き物とのゼロ距離でのふれあい体験や空間演出による幻想的な非日常空間を提供している。
魚だけでなく、ナマケモノやカワウソ、ペンギン、リクガメとのふれあい体験や餌やり体験も実施している。

## 概要
合同会社DMM.comが企画・運営する施設で、沖縄美ら海水族館に続いて沖縄県で2つ目の水族館。DMMの社内で水族館事業の提案があり、2018年時点で沖縄県への観光客数が好調に推移していたことから沖縄が開業候補地に選ばれた。「美らSUNビーチ」に隣接する、大和ハウス工業開発のショッピングセンター「イーアス沖縄豊崎」の1・2階部に位置している。
「かりゆし」とは沖縄方言で「めでたいこと」や「縁起のよいこと」などの意味。ロゴマークは、沖縄県の県花である「デイゴ」と「珊瑚」を重ね合わせ、「かりゆし」の頭文字「K」を表現している。
沖縄をはじめとした亜熱帯、熱帯の海洋生物や動植物の展示のほか、水槽に最新の映像技術や音響が加わった「リアル海洋体験」を提供しており、リアルとバーチャルが融合した新たなエンターテイメント空間の創出を目指している。
沖縄美ら海水族館との相互誘客キャンペーンも行われている。

### 施設データ
- 延床面積 : 6,937.9m2（2,102坪）[3]
- 建物規模：地上3階層構造の1・2階部分
- 水槽数：約60基
- 展示水量：約900t
- 展示生物種：約190種
- 展示生物点数：約5,000点
- 設計・監理：大建設計

### 営業時間
- 開館時間

9:00 - 21:00（通常営業）
（最終入館は営業時間終了の60分前）
- 休館日：年中無休

### 料金
- 大人（18歳以上）：2,800円
- 中人（13 - 17歳）：2,200円
- 小人（4 - 12歳）：1,700円

3歳以下は無料。身体障がい者手帳、療育手帳、精神障がい者保健福祉手帳所持者と介助者は一般料金の半額で入場可能（チケットカウンターにて手帳の提示が必要）。
現金以外での支払い方法として、各種クレジットカード、Suicaなどの全国相互利用サービスに対応した交通系ICカード（ただしPiTaPaは利用不可）、QRコード決済（Alipay、WeChat Pay）が利用可能。
Webチケットではクレジットカード支払いのみ対応（2020年3月販売開始）。その他、全国コンビニエンスストアでも前売チケットの購入が可能（2020年3月販売開始）。

### アクセス
那覇空港から車で約20分（那覇空港から直線距離で約5km）

## 内観

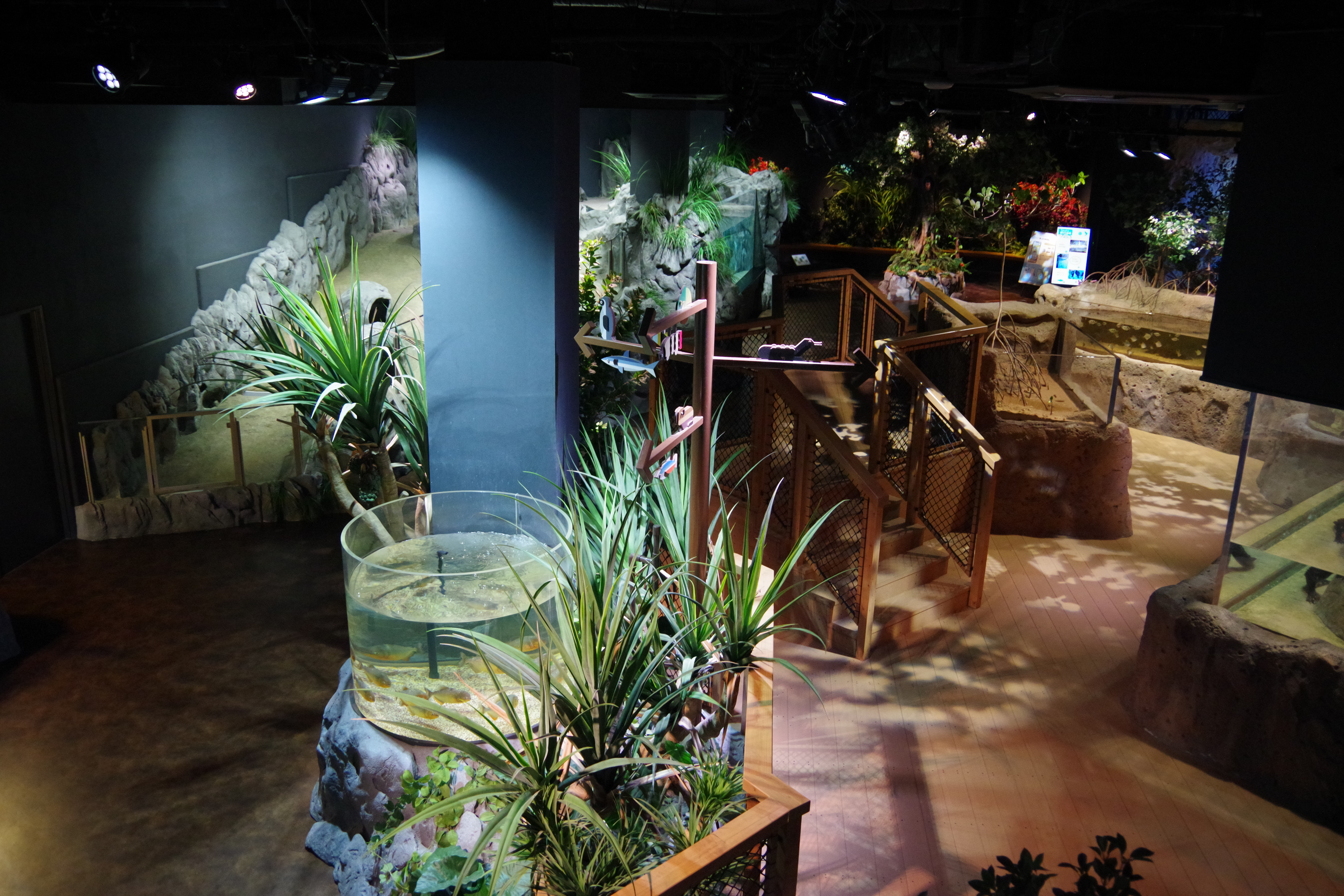
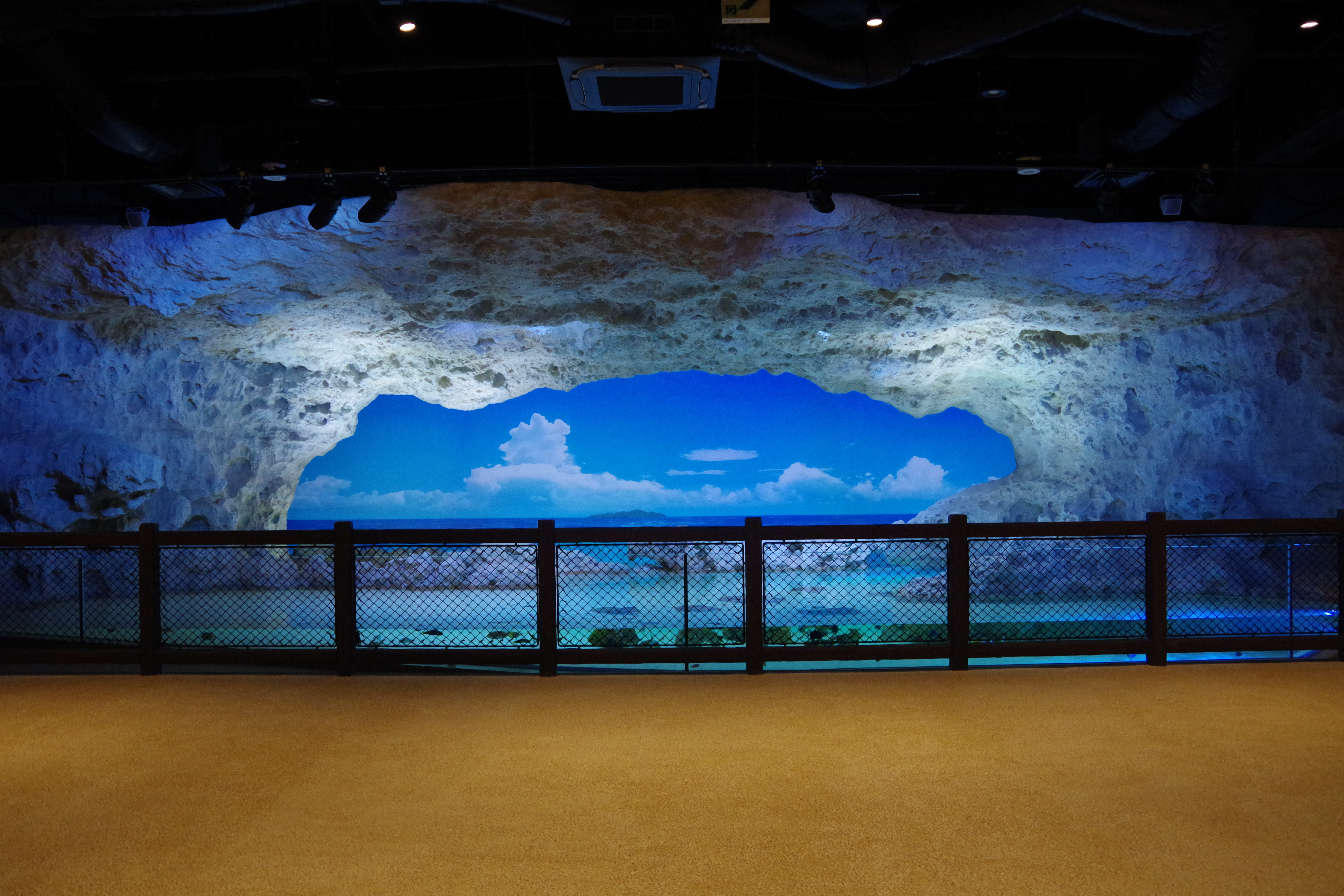
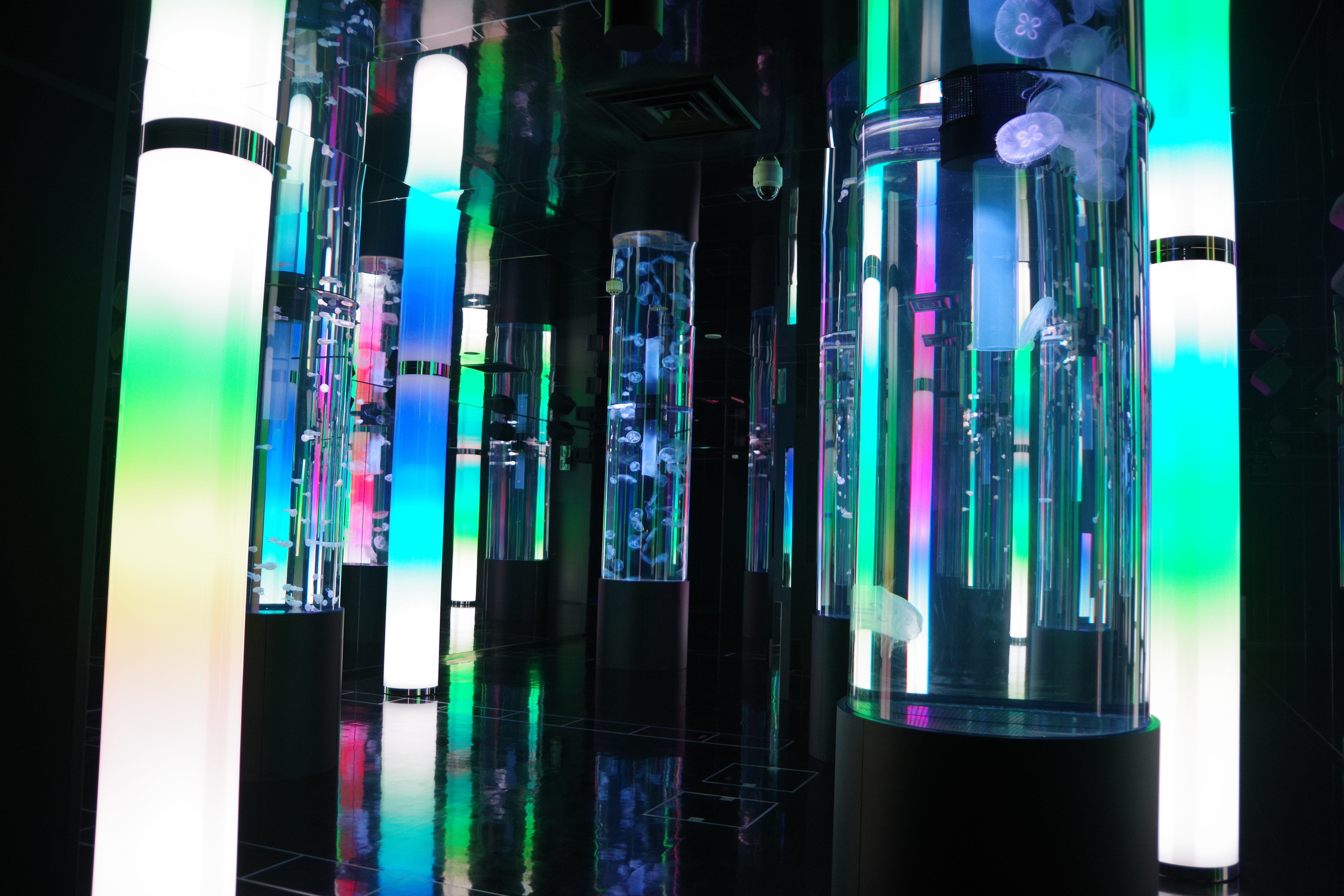
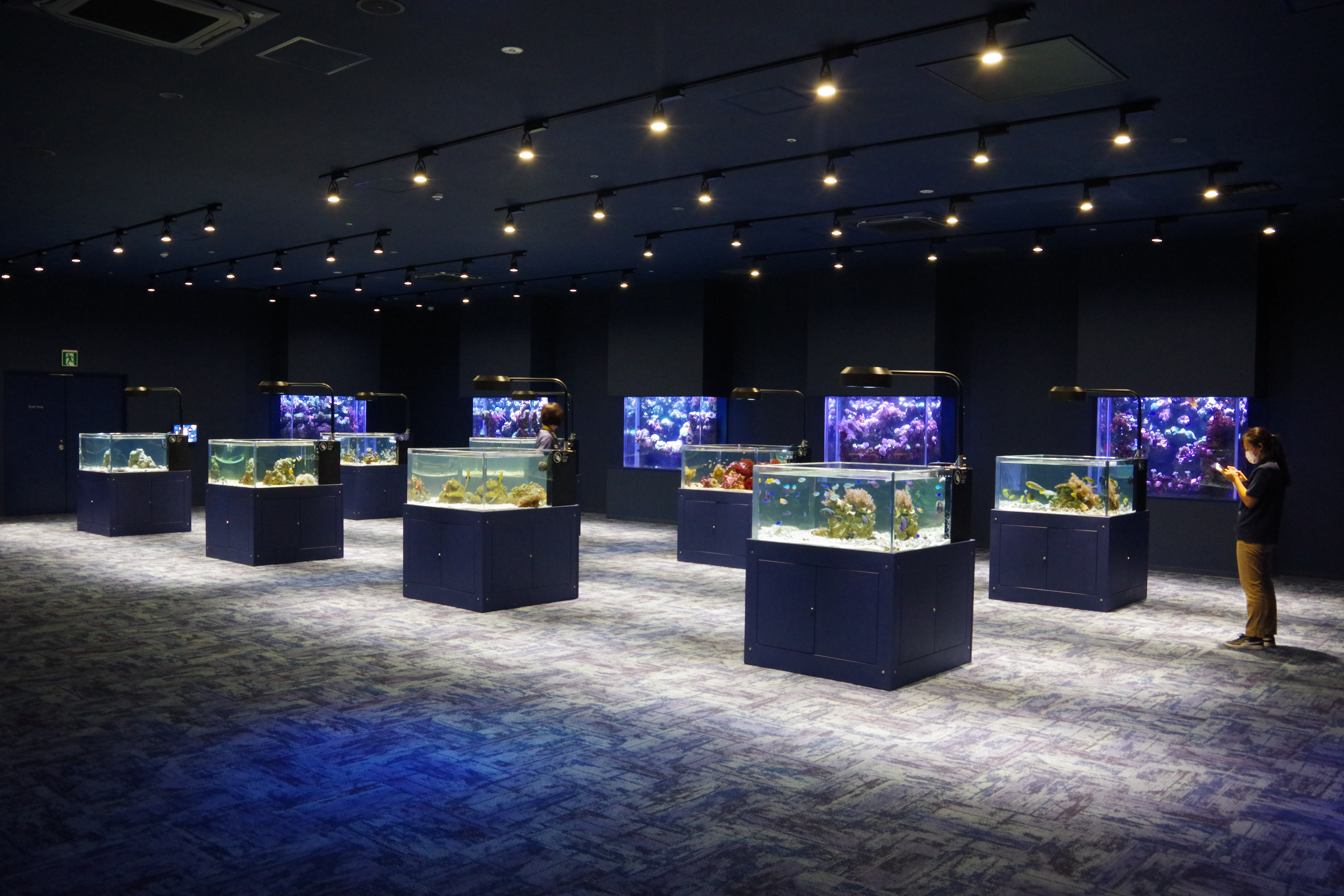
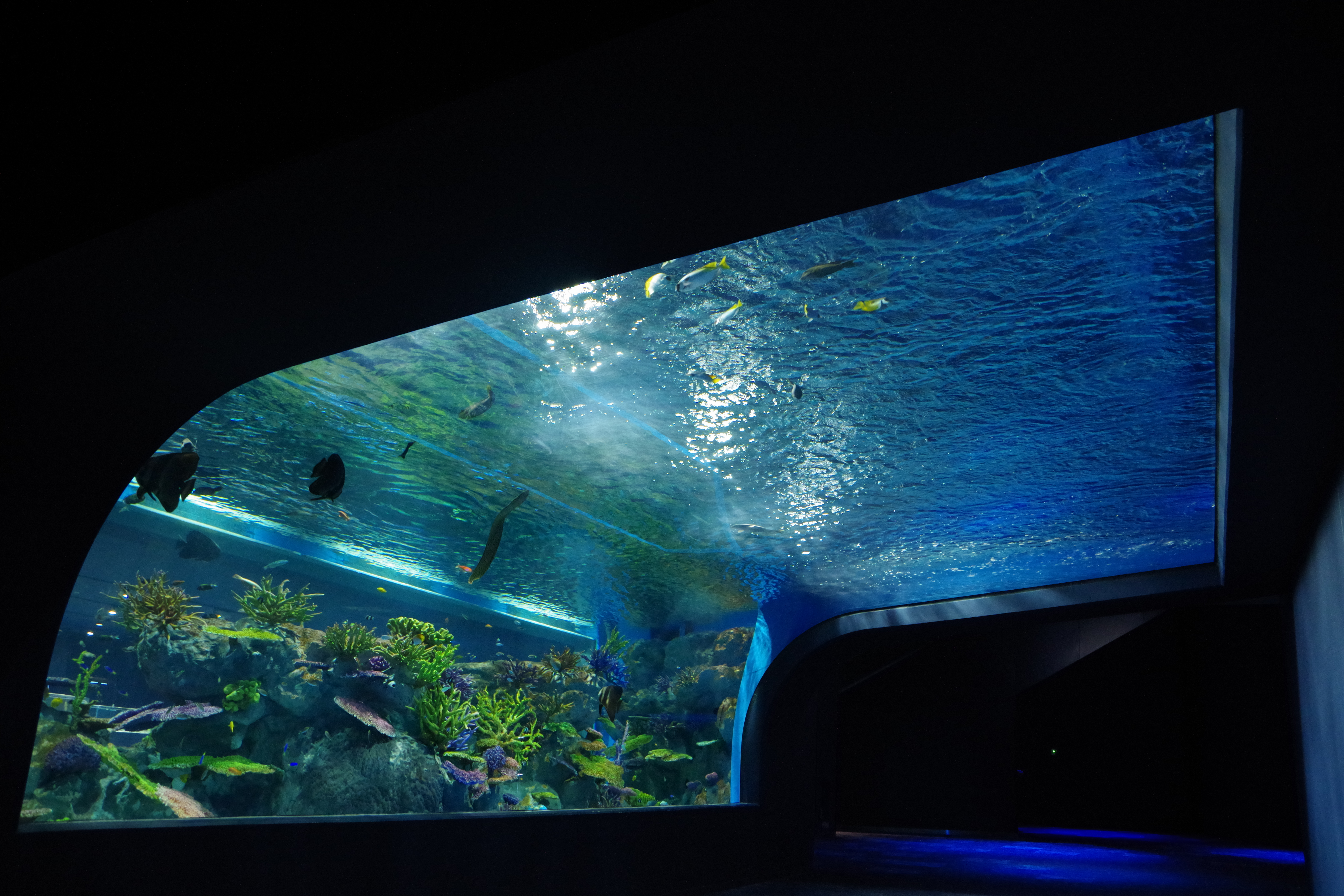